# Gustav Schrader (Ornithologe)
Gustav Schrader (* 19. Juli 1852 in Mesolongi, Griechenland; † 1942 in Alexandria, Ägypten) war ein deutscher Naturaliensammler, Naturalienhändler und Ornithologe.

## Leben
Gustav Schrader war der Sohn eines Naturaliensammlers und Präparators. Er lebte im Nordosten Ägyptens an der Mittelmeerküste in der Hafenstadt Port Said und sammelte von Ägypten aus bis nach Kleinasien, Äthiopien und Somaliland diverse Naturalien. Einer seiner Schwerpunkte war dabei das Sammeln von Vogelbälgen für den Naturalienhändler Wilhelm Schlüter und dessen Firma „Wilhelm Schlüter, Naturalien- und Lehrmittelhandlung“ in Halle an der Saale und für Walter Rothschild, 2. Baron Rothschild und dessen Walter Rothschild Zoological Museum in Tring.
Ihm zu Ehren wurde durch den Ornithologen Oscar Neumann aus der Singvogelfamilie der Halmsängerartigen die Unterart Cisticola robustus schraderi Neumann, 1906, benannt.

## Schriften (Auswahl)
- Ornithologische Beobachtungen auf meinen Sammelreisen. In: Ornithologisches Jahrbuch, 2, 1891, S. 179–197 (biodiversitylibrary.org)
- Ornithologische Beobachtungen auf meinen Sammelreisen. In: Ornithologisches Jahrbuch, 2, 1891, S. 215–223 (zobodat.at [PDF])
- Ornithologische Beobachtungen auf meinen Sammelreisen. In: Ornithologisches Jahrbuch, 3, 1892, S. 11–19 (zobodat.at [PDF])
- Ornithologische Beobachtungen auf meinen Sammelreisen. In: Ornithologisches Jahrbuch, 3, 1892, S. 41–54 (zobodat.at [PDF])